# Arrondissement de Danube-Ries
L'arrondissement de Danube-Ries est un arrondissement  ("Landkreis" en allemand) de Bavière   (Allemagne) situé dans le district ("Regierungsbezirk" en allemand) de Souabe. 
Son chef lieu est Donauwörth.

## Villes, bourgs et communes
(nombre d'habitants en 2006)
Städte (villes)
1. Donauwörth, Große Kreisstadt (18 173)
2. Harburg (5 634)
3. Monheim (4 950)
4. Nördlingen, Große Kreisstadt (19 279)
5. Oettingen in Bayern (5 234)
6. Rain (8 461)
7. Wemding (5 653)

Märkte (bourgs)
1. Kaisheim (4 304)
2. Wallerstein (3 462)

Gemeinden (communes)
1. Alerheim (1 708)
2. Amerdingen (879)
3. Asbach-Bäumenheim (4 322)
4. Auhausen (1 078)
5. Buchdorf (1 623)
6. Daiting (802)
7. Deiningen (2 059)
8. Ederheim (1 133)
9. Ehingen am Ries (803)
10. Forheim (595)
11. Fremdingen (2 142)
12. Fünfstetten (1 382)
13. Genderkingen (1 194)
14. Hainsfarth (1 478)
15. Hohenaltheim (622)
16. Holzheim (1 144)
17. Huisheim (1 663)
18. Maihingen (1 225)
19. Marktoffingen (1 351)
20. Marxheim (2 582)
21. Megesheim (876)
22. Mertingen (3 872)
23. Mönchsdeggingen (1 460)
24. Möttingen (2 528)
25. Münster (1 041)
26. Munningen (1 789)
27. Niederschönenfeld (1 355)
28. Oberndorf am Lech (2 382)
29. Otting (798)
30. Reimlingen (1 344)
31. Rögling (670)
32. Tagmersheim (1 049)
33. Tapfheim (4 042)
34. Wechingen (1 406)
35. Wolferstadt (1 124)

Gemeindefreie Gebiete (territoires non incorporés) (23,35 km²)
1. Brand (2,17 km²)
2. Dornstadt-Linkersbaindt (17,95 km²)
3. Esterholz (3,23 km²)

## Communautés d'administration
Verwaltungsgemeinschaften (communautés d'administration)
1. Monheim (la ville de Monheim et les communes de Buchdorf, Daiting, Rögling et Tagmersheim)
2. Oettingen in Bayern (la ville d’Oettingen in Bayern, et les communes d’Auhausen, Ehingen am Ries, Hainsfarth, Megesheim et Munningen)
3. Rain (la ville de Rain et les communes de Genderkingen, Holzheim, Münster et Niederschönenfeld)
4. Ries, avec son siège à Nördlingen (les communes d’Alerheim, Amerdingen, Deiningen, Ederheim, Forheim, Hohenaltheim, Mönchsdeggingen, Reimlingen et Wechingen)
5. Wallerstein (le bourg de Wallerstein et les communes de Maihingen et Marktoffingen)
6. Wemding (la ville de Wemding et les communes de Fünfstetten, Huisheim, Otting et Wolferstadt)